# ريكاردو سيبولفيدا
ريكاردو سيبولفيدا (بالإسبانية: Ricardo Sepúlveda)‏ هو لاعب كرة قدم ومدرب كرة قدم تشيلي، ولد في 19 مايو 1941 في تيموكو في تشيلي، وتوفي في 3 فبراير 2014 في السلفادور. لعب مع كولو-كولو.